# NGC 2186
NGC 2186 (другое обозначение — OCL 498) — рассеянное скопление в созвездии Ориона. Открыто Уильямом Гершелем в 1786 году.
NGC 2186 удалено от Земли на 2700 парсек, имеет возраст в 200 миллионов лет. Находится в направлении, приблизительно обратном центру Галактики, его расстояние до плоскости Галактики составляет 290 парсек. Функция масс скопления в диапазоне 0,8—4 M⊙ описывается законом {\displaystyle N(\log M)=M^{-2.01}} — наклон этой функции больше, чем у начальной функции масс.
Этот объект входит в число перечисленных в оригинальной редакции «Нового общего каталога».